# Base de dades tz

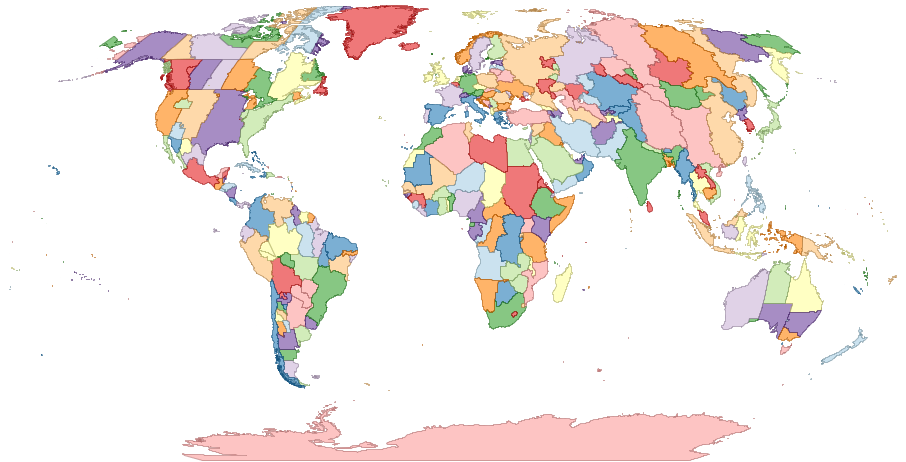
Mapa de dades de 2009.

TZ Database, IANA (Internet Assigned Numbers Authority) Time Zone Database o Zoneinfo Database, és un recull d'informació sobre els horaris existents al món realitzada en forma cooperativa, creada en una primera intenció per al seu ús per als sistemes operatius o programes informàtics. A vegades també és anomenada com a Olson Database en honor del seu fundador, Arthur David Olson.
Els orígens del projecte es remunten a 1986. La base de dades del projecte, així com part del seu codi font és de domini públic. Permanentment es publiquen noves edicions de la base de dades amb les correccions i afegits necessaris.
La seva característica més destacada és la convenció de nomenclatura uniforme dissenyada per Paul Eggert per a les zones de temps, com «America/New_York», «America/Paraguai/Asuncion», «Europa/Madrid». La base de dades intenta registrar tots els canvis en zones horàries, els paràmetres estiu/hivern i, de manera inclusiva, les correccions de segons astronòmiques des de 1970, any utilitzat com a referència per al format de temps per al sistema operatiu UNIX.